# 重井鹿治
重井 鹿治（しげい しかじ、1902年（明治35年）1月1日 - 1966年（昭和41年）2月16日）は、大正末から昭和期の労働運動家、農民運動家、政治家。衆議院議員。

## 経歴
岡山県吉備郡日近村（足守町日近を経て現岡山市北区）で、農業・重井隆治、ぬい の息子として生まれる。1919年（大正8年）足守高等小学校を卒業し、同年夏、北海道に渡る。旭川新聞社、問題社（社会問題啓蒙団体）に勤め、旭川文化協会を設立して文芸活動を推進した。1924年（大正13年）夏、妻しげ子が長男・博を出産し、同年秋、しげ子の故郷、児島郡藤田村都（現:岡山市南区藤田）に家族で帰郷したところ、藤田農業争議が進行中で、この支援に積極的に係わり、以後、農民運動に加わった。北海道に戻り、農民組合の結成に尽力し、全日本農民組合北海道連合会書記長に就任した。
1928年（昭和3年）倉敷市に移り、倉敷駅前で菓子店を経営したが、1930年（昭和5年）倉敷一般労働組合を結成して委員長に就任し、労働争議の指導を行った。政治にも関心を持ち、倉敷市政刷新同盟を結成し、1936年（昭和11年）倉敷市会議員に当選。庶民のための実費診療所を開設した。1937年（昭和12年）4月、第20回衆議院議員総選挙で岡山県第2区から社会大衆党公認で立候補したが次点で落選。同年12月、人民戦線事件で検挙され投獄された。西村丹治郎の死去に伴い、1938年（昭和13年）1月、繰上補充となり衆議院議員となるが、獄中のため登院は不可能で、同年8月23日に議員を辞職した。1941年（昭和16年）に出所したが特高警察の監視を受けた。1944年（昭和19年）思想犯追放の対象となりボルネオ島に送られ、当初は農作業に従事したが、「鉄砲をもたぬ一等兵」として召集され、マラリアにかかり連合軍の捕虜となり、広島県大竹市に上陸。陸軍病院で静養後、1946年（昭和21年）倉敷に戻った。
1947年（昭和22年）公選初の岡山県知事選挙に日本社会党から立候補したが次点で落選。同年4月の第23回総選挙で岡山県第2区から社会党公認で出馬して再選され、衆議院議員に通算2期在任した。
1955年（昭和30年）倉敷市に重井診療所（翌年、重井病院に改称）を開設して総務理事に就任した。

## 国政選挙歴
- 第20回衆議院議員総選挙（岡山県第2区、1937年4月、社会大衆党公認）次点落選[12]。その後繰上補充。
- 第23回衆議院議員総選挙（岡山県第2区、1947年4月、日本社会党公認）当選[18]
- 第24回衆議院議員総選挙（岡山県第2区、1949年1月、日本社会党公認）落選[19]
- 第25回衆議院議員総選挙（岡山県第2区、1952年10月、諸派）落選[19]

## 親族
- 妻 重井しげ子（1904-1991、社会運動家）[1]
- 長男 重井博（重井病院長）[20]